# Comptosia murina
Comptosia murina är en tvåvingeart som först beskrevs av Newman 1841.  Comptosia murina ingår i släktet Comptosia och familjen svävflugor. Inga underarter finns listade i Catalogue of Life.